# José Bolaños
José Bolaños, né le 24 juillet 1935 à Mexico et mort 11 juin 1994, est un scénariste, réalisateur et producteur de cinéma mexicain.

## Biographie
José Bolaños fut marié à l'actrice italienne Venetia Vianello. En 1962, il escortait Marilyn Monroe lors des Golden Globes. Un an après la mort de celle-ci, il déclara au magazine Motion Picture qu'ils étaient sur le point de se marier et d'adopter un enfant. Cette déclaration ne fut jamais prouvée, ni acceptée par les biographes, qui considérèrent José Balaños comme un simple escorteur.

## Filmographie

### Comme réalisateur
- 1967 : La soldadera
- 1975 : Arde baby, arde
- 1976 : Que esperen los viejos
- 1978 : Pedro Páramo
- 1985 : Nana

### Comme scénariste
- 1959 : La cucaracha d'Ismael Rodríguez
- 1967 : La soldadera de lui-même
- 1971 : La Guera Xóchitl de  Rogelio A. González
- 1975 : Arde baby, arde de lui-même
- 1976 : Que esperen los viejos de lui-même
- 1978 : Pedro Páramo de lui-même

### Comme producteur
- 1985 : Nana de lui-même

## Note
1. ↑  « José Bolaños » (présentation), sur l'Internet Movie Database